# Telstar (satelliet)

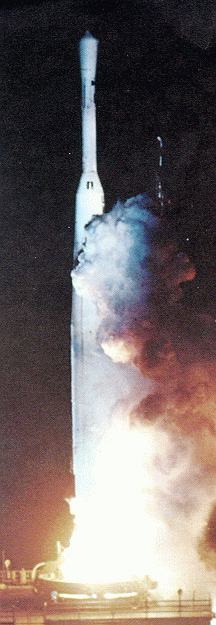
Lancering van de Telstar 1 vanaf Cape Canaveral

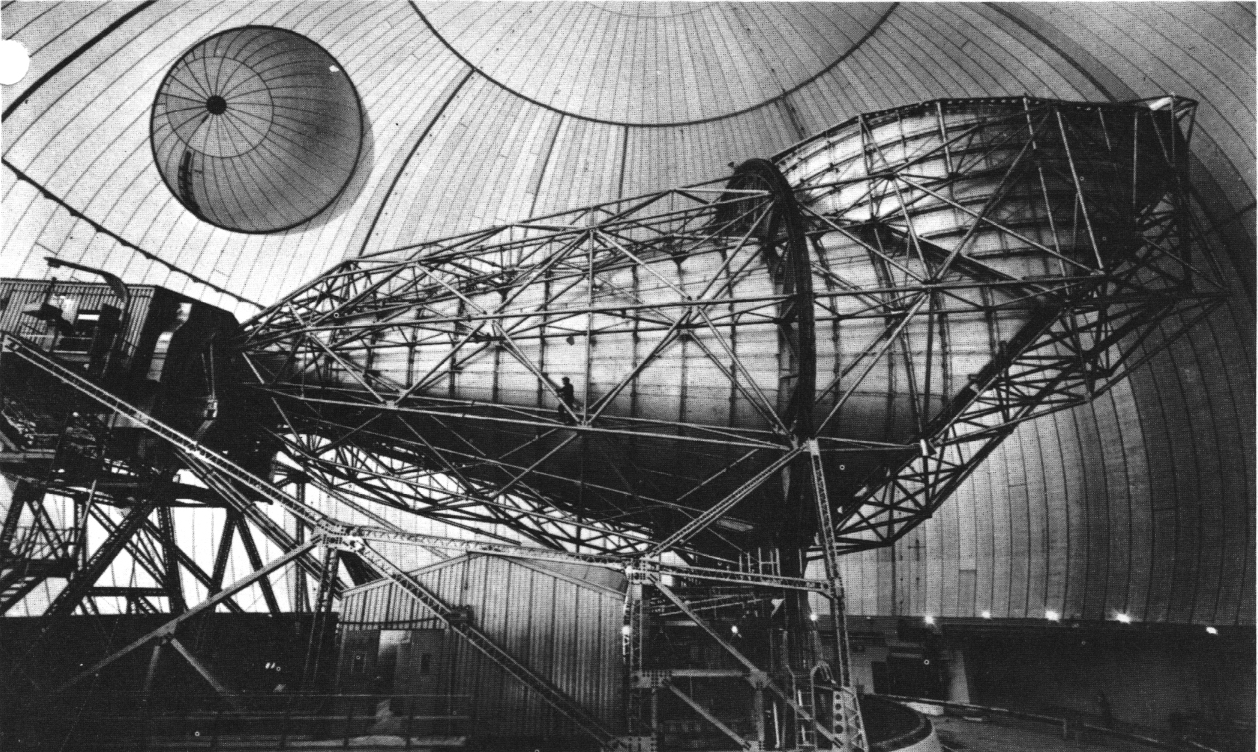
Hoornantenne van het grondstation te Andover

De Telstar 1 was een door de Verenigde Staten gebouwde communicatiesatelliet uit de begintijd van de ruimtevaart, in de vroege jaren zestig.

## Bouw
De Telstar 1 was tevens de eerste commercieel gefinancierde communicatiesatelliet en werd door de Amerikaanse industrie zowel ontwikkeld als betaald. Hij werd door de firma American Telephone & Telegraph gebouwd. Naar huidige maatstaven waren de afmetingen en prestaties niet indrukwekkend. De Telstar 1 had een gewicht van 77 kg, een diameter van 87,6 cm en had de vorm van een halfregelmatig veelvlak. Men had er de keuze tussen gelijktijdig 60 telefoongesprekken of slechts één televisiekanaal, in zwart-wit, over te zenden.

### Lancering, baangegevens en grondstations
De lancering vond plaats op 10 juli 1962 vanaf Cape Canaveral met een Thor Delta-raket. De omloopbaan had een perigeum van 952 km en een apogeum van 5632 km. De inclinatie bedroeg 44,79°, de excentriciteit 0,241 86 en de omlooptijd ruim 2½ uur: 157,8 minuten. Per omwenteling was 20 minuten contact mogelijk tussen Noord-Amerika en Europa. Voor de doorgifte van de signalen gebruikte men hoofdzakelijk drie grondstations: Andover in de V.S. met een hoornantenne, Goonhilly Downs in Engeland en Pleumeur-Bodou in Frankrijk.

### Mijlpalen
Nog diezelfde dag vond het eerste telefoongesprek plaats over een afstand van 640 km tussen Fred Kappel in het grondstation te Andover en de toenmalige vicepresident Lyndon B. Johnson vanuit het Witte Huis. Dit begon met: “Hier spreekt Fred Kappel, ik ben in het ontvangststation in Andover, Maine. Dit gesprek gaat via onze Telstar-satelliet. Hoe ontvangt u mij?”. Johnson antwoordde met: “U komt prima door, meneer Kappel”.
In de eerste televisie-uitzending zag men de wapperende Amerikaanse vlag in New England met het grondstation te Andover op de achtergrond. Na 15 uur werd dit doorgezonden naar grondstations in Engeland, Frankrijk en een Amerikaans station in New Jersey.
Twee weken later zagen miljoenen mensen in Amerika en Europa, dat twee personen elkaar konden zien en spreken via de Telstar 1.

## Starfish Prime
De Telstar 1 was eigenlijk een experiment, een technologische proef. Doel was om eventuele, nog onbekende problemen waar men tegenaan kon lopen bij de ruimtevaart, bijtijds te ontdekken. Er werden hierbij weliswaar geen onoverkomelijke problemen ontdekt, maar de ontwerpers kwamen er toen wél achter, wat voor destructieve uitwerking straling kon hebben op zonnecellen. Uitgerekend één dag voor de lancering van de Telstar 1 voerde het Amerikaanse leger namelijk een kernproef uit: Starfish Prime. De vrijgekomen stralingsdeeltjes uit deze proef beschadigden de transistors dusdanig, dat de Telstar nauwelijks vier maanden na lancering niet goed meer functioneerde en na zeven maanden als verloren moest worden beschouwd. Op 21 februari 1963 hield de Telstar 1 er definitief mee op.
De Telstar 2, gelanceerd op 7 mei 1963, bracht men daarom in een hogere baan om te sterke blootstelling aan de Van Allen-gordel te verminderen en niet nogmaals een kostbare satelliet te verliezen.

## Vervolg
De Telstar werd spoedig opgevolgd door de Early Bird: Intelsat I. Die volgde, in tegenstelling tot de Telstar, een geostationaire baan om de Aarde.
De Telstar 1 draait nog steeds in een baan rond de Aarde. De naam Telstar wordt nog steeds voor sommige communicatiesatellieten gebruikt.

## Trivia
- De Britse muziekgroep The Tornados bracht in 1962 een instrumentaal nummer uit getiteld Telstar.
- De Nederlandse voetbalclub Telstar is genoemd naar de satelliet. De club werd bijna een jaar na de lancering van de Telstar opgericht.
- Het kindertijdschrift Kris Kras had nieuwsbijlage die De Telstar heette.